# Оріфлейм

Oriflame (Оріфле́йм) — шведсько-швейцарська косметична компанія, яка також працює на українському ринку. Торгує косметичними засобами для догляду за шкірою та косметикою. Оріфлейм працює в 63-ти країнах світу.
На 2005 рік, згідно з статистичними даними і офіційним сайтом, обіг склав 652 млн. євро за рік (320 млн прибутку). З компанією співпрацює близько 2-х мільйонів консультантів, з якими Оріфлейм працює методом прямих продажів.
Штаб-квартира з 2015 року розташована у Шаффгаузені, Швейцарія.

## Історія компанії
Була заснована в Швеції у 1967 році. братами Йонасом та Робертом аф Йокниками. Назву взяли на честь Королівського стягу в дореволюційній Франції (з лат — Золоте полум'я). Бізнес компанії розпочався у Швеції з виробництва однієї лінії косметичних засобів. Наразі в Україні компанія випускає каталоги своєї продукції кожні 20 днів тиражем 64 мільйона екземплярів 35-ма мовами світу. Починаючи з 2003 року товарообіг компанії зростає на 20—30 відсотків щорічно. На країни колишнього СРСР припадає 40 % реалізованої продукції, в основному на Україну і Росію.
- 1967 — заснування;
- 1979 — відкриття заводу в Дубліні з виробництва косметики;
- 1982 — вихід компанії на Лондонську Товарну Біржу;
- 1990 — заснування дочірньої компанії Oriflame Eastern Europe S.A. для розвитку бізнесу у Східній Європі;
- 1992 — початок діяльності компанії в Росії;
- 1993 — початок діяльності компанії в Україні;
- 1995 — відкриття комплексу з виробництва у Варшаві, Польща;
- 1997 — об'єднання Oriflame International S.A. і Oriflame Eastern Europe S.A.;
- 1998 — відкриття виробництва Італія, Франція, Німеччина, Китай, Казахстан в Делі, Індія;
- 2000 — відкриття фабрики виробництва у Дубліні і відкриття Research & Development Center;
- 2001 — бізнес у 55 країнах — власні центри у 40 країнах, офіси та представництва у містах 46 країн (Умань, Рівне, Здолбунів, Шепетівка, Київ, Одеса, Черкаси, Москва, Алмати, Астана), дозвіл та ліцензії у Україні, Росії, Казахстані, Італії, Франції, Німеччині, Польщі, Китаї, Швеції, загалом 63 країнах;
- 2003 — в Росії, у Московській області починається будівництво торговельно-виробничого комплексу. Для цієї мети компанія орендувала 40 гектарів землі. Після закінчення будівництва це буде найбільший центр у Європі;
- 2004 — випущення акцій на Українську, Англійську біржу у рамках україно-британських відносин, Стокгольмську біржу;
- 2005 — запуск нової стратегії розвитку «ПРО» (Продаж та Рекрутування в Оріфлейм);
- 2007 — 40-річчя компанії Оріфлейм.
- 2007 — кількість консультантів Оріфлейм у світі перевищило 3 млн осіб
- 2009 — випущена нова лінійка продуктів Оріфлейм Wellness by Oriflame
- 2010 — компанія придбала 26 гектарів землі в Московському (Ногінському), Київському індустріальному парку в Києві і за 40 км від Москви. На цій ділянці концерн збирається побудувати Київський логістичний центр і виробничий підрозділ Оріфлейм. Передбачувана потужність — 150—200 млн пакувань продукції Оріфлейм на рік, запуск виробництва в Україні запланований на 2013 р.

Під час повномасштабного вторгнення військ РФ до України 2022 року компанія відмовилась зупиняти роботу на російському ринку та приєднатись до бойкоту фашистського режиму. Міністр МЗС України Дмитро Кулеба закликав світ бойкотувати компанію. У 2023 році Oriflame підписала контракт про співпрацю з ТОВ "Арнест Менеджмент" (Arnest Management LLC), російським виробником парфумерії, косметики та товарів для дому. Частиною контракту є те, що Arnest придбає компанію Cetes Cosmetics Russia.

## Тестування на тваринах
Компанія відмовилась від тестування на тваринах. Однак, допускає таке тестування за вимогою інших країн. При цьому на каталогах компанії залишається значок «Не тестовано на тваринах».